# كالمان كوفاتش (راكب الكنو)
كالمان كوفاتش (بالمجرية: Kovács Kálmán)‏ هو راكب الكنو مجري، ولد في 13 يونيو 1942.